# Großsteingräber bei Łabuń Wielki
Die Großsteingräber bei Łabuń Wielki (auch Großsteingräber bei Labuhn genannt) waren drei megalithische Grabanlagen der jungsteinzeitlichen Trichterbecherkultur bei Łabuń Wielki (deutsch Labuhn), einem Ortsteil von Resko (deutsch Regenwalde) in der Woiwodschaft Westpommern in Polen. Sie wurden im 19. Jahrhundert zerstört.

## Lage
Die Gräber befanden sich südöstlich von Łabuń Wielki, südlich des Sees Łabuńsko und somit nahe bei Łabuń Mały (deutsch Neu Labuhn).

## Beschreibung
Die Anlagen besaßen ost-westlich orientierte dreieckige Hünenbetten mit einer Länge zwischen 20 und 30 Fuß (ca. 6,3–9,4 m) und einer Breite zwischen 7 und 8 Fuß (ca. 2,2–2,5 m). Alle drei Betten hatten ihre Stirnseite im Osten. Dort stand jeweils ein großer Stein. Nach Westen hin liefen die Betten spitz zu und wurden flacher. Über Grabkammern ist nichts bekannt.